# Ташпулатов, Азиз Анварович
Азиз Анварович Ташпулатов (род. 1978) — узбекский государственный деятель, c 3 марта 2025 года министр внутренних дел Узбекистана.
C марта 2020 года он занимал пост начальника Главного управления внутренних дел (ГУВД) города Ташкента. В период с 2015 по 2017 год Ташпулатов возглавлял Управление внутренних дел (УВД) Наманганской области, а с 2017 по 2019 год — УВД Самаркандской области. С июня 2019 года по 2020 год он занимал должность первого заместителя министра внутренних дел Узбекистана. На посту министра внутренних дел Азиз Ташпулатов сменил Пулата Бабажонова, который занимал эту должность с сентября 2017 года.
9 апреля 2025 года назначен президентом федерации волейбола Узбекистана.